# Echeandia conzattii
Echeandia conzattii är en sparrisväxtart som beskrevs av Robert William Cruden. Echeandia conzattii ingår i släktet Echeandia och familjen sparrisväxter. Inga underarter finns listade i Catalogue of Life.